# ミルウォーキー・プロトコル
ミルウォーキー・プロトコル (Milwaukee protocol) は、人間の狂犬病治療における実験的処置法である。実施に際しては、患者を化学的に昏睡状態に導き、抗ウイルス薬を投与する。ジーナ・ギーズ (Jeanna Giese) への治療が成功したのち、アメリカ・ウィスコンシン州ミルウォーキーにあるウィスコンシン医科大学病院に勤務するロドニー・ウィロビー・ジュニア博士 (Rodney Willoughby, Jr.) が開発・命名した。
ミルウォーキー・プロトコルで狂犬病の症状から快復した患者は正式に報告されているだけでも50名以上実験されてわずか6人であるが、その最初の人物としてウィスコンシン州出身のティーンエイジャーであったギーズは有名になった。ミルウォーキー・プロトコルは、「ウィスコンシン・プロトコル (Wisconsin protocol) 」と呼ばれることもある。

## 病歴

### 初期感染
2004年9月12日、セイント・メアリー・スプリングス高校に通う15歳の生徒であったギーズは、故郷のウィスコンシン州フォンデュラクの聖パトリック教会に参加した際、コウモリを捕まえた。彼女は左人差し指を少し咬まれ、過酸化水素水で手当てした。家族は治療を受ける必要はないと判断した。咬まれてから37日後、ギーズは神経症状を発現した。彼女は、102°F（39°C）の熱、複視、発語困難、左腕の痙攣などの症状を呈し、セイント・アグネス病院に入院した。
彼女は治療に反応せず、他のあらゆる病気に対して陰性であった。彼女の容態が悪化するのを見た母親は、罹患する1か月ほど前に彼女がコウモリに咬まれていた旨を告げた。その後彼女は狂犬病と診断され、ウォーワトサのウィスコンシン小児病院にてウィロビー博士を紹介された。のちに疾病管理予防センターでの検査により、診断が確認された。

### 誘導された昏睡処置
ウィロビーのチームは、狂犬病の実験的治療を考案した。ギーズの両親は、実験的処置に同意した。
ウィロビーの狙いは、ギーズを昏睡状態へと誘導することにあった。それは、まず彼女の身体と脳をウイルスから守るためであり、彼女の免疫系が抗体を分泌してウイルスを撃退するまで彼女が持ちこたえることを期待してのことであった。脳の活動を抑えるためにケタミンとミダゾラムの混合薬を、また抗ウイルス薬のリバビリンとアマンタジンを投与し、彼女の免疫系がウイルスを攻撃するのを待った。6日後、免疫系の活性化の徴候を示したギーズは眠りから覚まされた。ウィロビーによると、ギーズの治療には約80万ドルを費やしたという。

### 感染後
入院から31日後、ギーズはウイルスがないと告げられ、隔離から解放された。彼女が受けた脳障害の程度がまず懸念されたが、彼女が罹患していた間、病気（及び治療）により彼女の認識能力が損なわれてはいないようであった。彼女は数週間を費やしてリハビリテーション療法を受け、2005年1月1日に退院した。2005年初頭には、独力で歩けるようになって復学を果たし、自動車の運転も始めた。
メイヨー・クリニックの神経科医ケネス・マック博士 (Kenneth Mack) は、大学に入学した彼女の状態について、「彼女は『見事に』快復し、今後も快方に向かうに違いない」と語った。2011年春、両親とウィロビー博士が出席する中、ギーズは生物学専攻学生としてレイクランド大学を卒業した。病気以前も以後も聡明かつ勤勉な学生であったギーズは、コウモリに影響を及ぼす重病に関する論文を書いた。今後は生物学者か獣医師の資格を得て、動物と共に研究と勤務を続けることを希望している。高校では陸上に励み、体調は非常に安定していたが、狂犬病による神経学的後遺症（合併症）のため、今も彼女は走行と平衡感覚の問題を抱えている。

## 生存に関する理論
ミルウォーキー・プロトコルの下でギーズが一命を取り留めた理由については、未だ結論が出ていない。処置が予定通りに機能したように見える一方、主治医はギーズが特に弱い形のウイルスに感染したのかもしれない、あるいは、彼女が咬まれた部位が脳から離れていたために、彼女の並外れて強い免疫系がウイルスと闘うための時間を充分確保できたのかもしれないと語っている。入院時、彼女の身体から生きたウイルスは発見されず、抗体のみが単離された。また、問題のコウモリを捕獲・検査することはできなかった。

## その他の試み
ギーズの治療計画は、その後改訂された（第2バージョンはリバビリンの投与を省略している）。最初のプロトコルの下で治療を受けた25人の患者のうち2人が生存した。さらに、改訂されたプロトコルの下で10人の患者が治療を受け、2人が生存した。
2011年6月、別の幼児が曝露前のワクチン接種なくして、狂犬病への感染を生き延びた。カリフォルニア州ウィロウ・クリークに住むプレシャス・レノルズ (Precious Reynolds) という名の8歳の女児は2011年4月に罹患したが、5月中旬まで治療を受けずにいたところ、インフルエンザに似た重い症状を呈した。彼女を医者に診せたあと、祖母は「私たちはポリオのような病気にかかってしまった」と語った。病院側は、ギーズと共に初めて確立したプロトコルを適用すると告げた。プレシャスは抗ウイルス薬を投与され、薬物による昏睡状態に置かれた。彼女は集中治療に2週間を費やし、直後に免疫系の強靭さを示した。その後彼女は、一般小児病棟へと移された。